# Maxida Märak

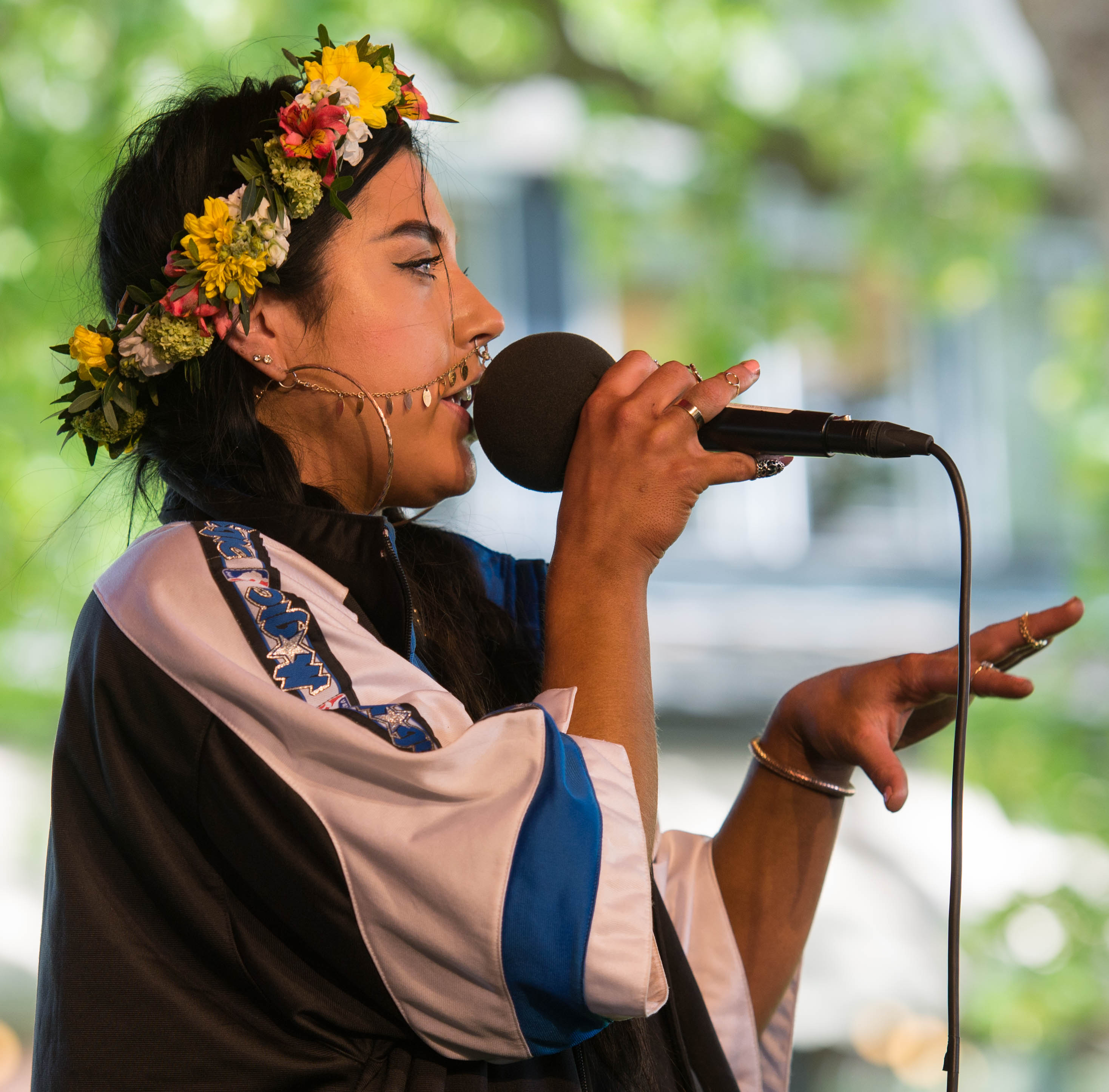
Maxida Märak som en av Sommarpratarna i Sveriges Radio P1 på presskonferensen i Radiohusets trädgård den 3 juni 2015.

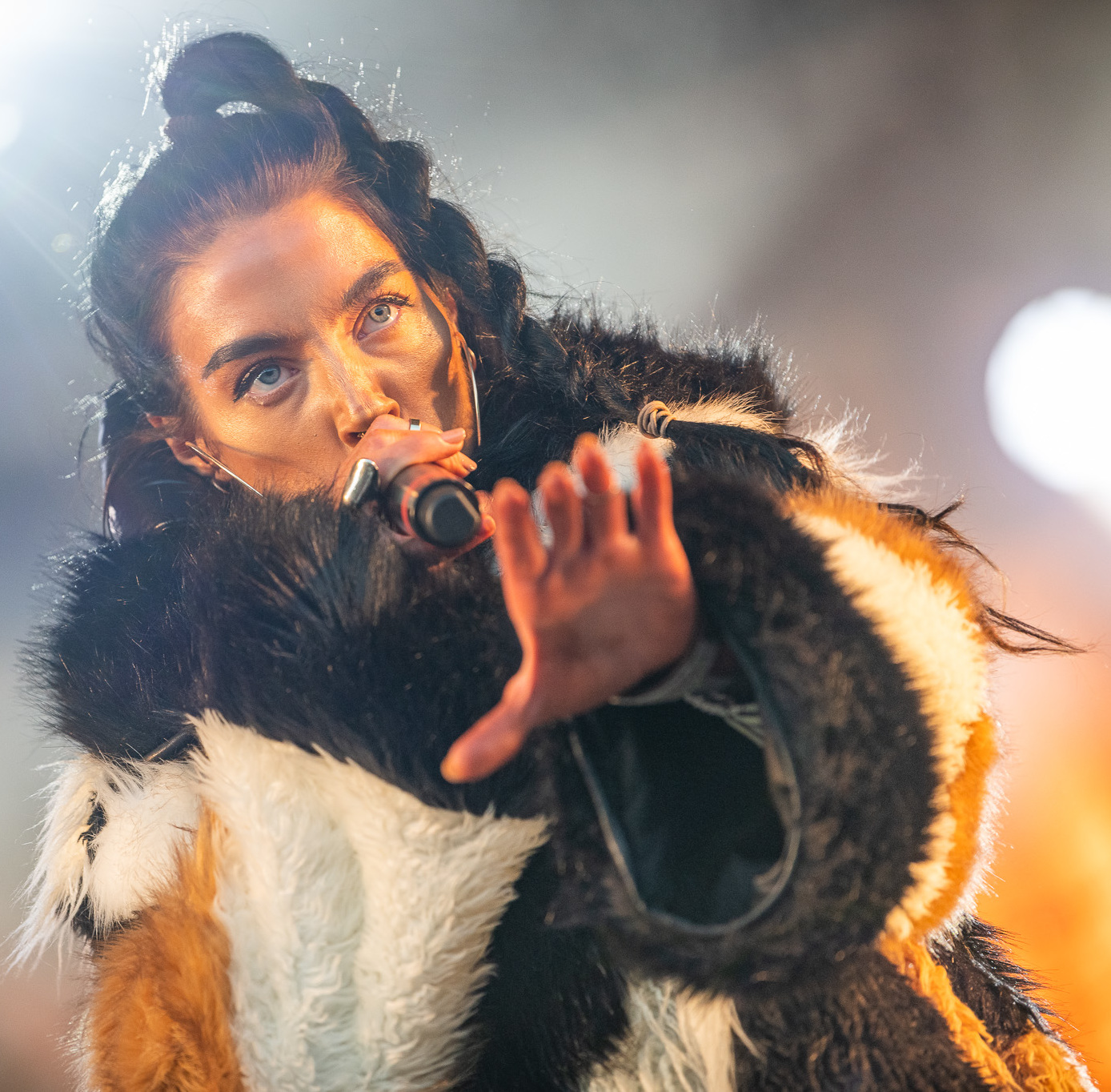
Maxida Märak på Riddu Riđđu 2019.

Maxida Märak, tidigare Ida Amanda Märak, född 17 september 1988 i Skarpnäcks församling i Stockholm, är en svensk-samisk artist.

## Biografi
Maxida Märak, som är dotterdotter till jojkaren Johan Märak, är uppväxt i Jokkmokk och Stockholm och har även i vuxen ålder omväxlande bott där.
Märak är människorättsaktivist och engagerad i samers rättigheter. Hon har bland annat deltagit i protester mot gruvbrytning i Kallak. Hon spelade 2014 in skivan Mountain Songs and other Stories med bluegrassbandet Downhill Bluegrass Band som ett inlägg i gruvdebatten. År 2014 deltog hon också i TV-programmet Sápmi Sessions på SVT tillsammans med Aki och King Fari Band. Samma år fick hon Såhkie Umeå sameförenings ungdomsstipendium. I Sveriges Radios radioteater ”Dagbok från Gallok” från 2014 hörs hon som skådespelerska men har även producerat musiken. Våren 2015 sändes en uppföljning på denna. Tillsammans med sitt syskon Mimie Märak har Maxida Märak turnerat med konserten "Under asfalten ett fjäll". Märak har även tillsammans med systern Mimie Märak medverkat i rapbattles tillsammans i Umeå år 2015.
År 2015 spelade Märak in VM-låten Love last forever till skid-VM 2015 tillsammans med Mando Diao. Hon medverkar även i filmatiseringen av Glada hälsningar från Missångerträsk av Martina Haag och har tidigare turnerat med Giron sámi teáhter. Under ett års tid följde  ett filmteam från Sveriges Television Maxida Märak och hennes syskon Timimie och den 24 november 2015 visades resultatet i form av TV-serien Sápmi Sisters. Märak var värd för Sveriges Radios program Sommar i P1 den 30 juli 2015.
År 2017 samarbetade Märak med fotbollsklubben Östersunds FK, där hon var konstnärlig ledare med fördjupning inom samisk kultur. Märak uppträdde även i mellanakten på deltävlingen Andra Chansen i Melodifestivalen 2018, där hon framförde sin tolkning av Zarah Leanders klassiska Vill ni se en stjärna?.
År 2018 medverkade Märak i Jills veranda, där hon bland annat utbytte erfarenheter med Amerikas urinvånare, och 2021 var hon en av deltagarna i Så mycket bättre.

## Filmografi
- 2015 – Glada hälsningar från Missångerträsk
- 2016 – Midnattssol (TV-serie)
- 2024 – Snödrömmar – sig själv
- 2025 - Åremorden - Ylva Labba

## Diskografi

### Studioalbum
- 2014: Mountain Songs and Other Stories (med Downhill Bluegrass Band)
- 2019: Utopi[21]
- 2024: Anekdot

### EP
- 2016: 1[22]
- 2017: 5[23]
- 2019: Ärr[24]
- 2021: Så mycket bättre 2021 – Tolkningarna[25]
- 2022: Arvet[26]

### Singlar
| Titel                                          | År   | Peak chart position | Album            |
| Titel                                          | År   | SWE                 | Album            |
| ---------------------------------------------- | ---- | ------------------- | ---------------- |
| "Mountain Songs" (med Downhill Bluegrass Band) | 2012 | —                   | non-album singel |
| "Mitt största fan"                             | 2015 | —                   | non-album singel |
| "Feel That Gold"                               | 2015 | —                   | non-album singel |
| "Backa bak"                                    | 2016 | —                   | non-album singel |
| "Rebell"                                       | 2016 | —                   | non-album singel |
| "Andas"                                        | 2017 | —                   | 5                |
| "Långsamt"                                     | 2017 | —                   | non-album singel |
| "Baseball Bat"                                 | 2018 | —                   | non-album singel |
| "Vill ni se en stjärna"                        | 2018 | —                   | non-album singel |
| "Järnrör"                                      | 2018 | —                   | non-album singel |
| "Hatar"                                        | 2019 | —                   | Ärr              |
| "Lova ingenting"                               | 2019 | —                   | Utopi            |
| "Letar lite ljus här"                          | 2019 | —                   | Utopi            |
| "Jåhkåmåhkke"                                  | 2021 | —                   | non-album single |
| "Salvador"                                     | 2021 | —                   | non-album single |
| "Eloise"                                       | 2021 | 60                  | Så mycket bättre |
| "Jag kommer hem igen till slut"                | 2021 | —                   | Så mycket bättre |
| "Änglar"                                       | 2021 | —                   | Så mycket bättre |
| "Nu brinner ängarna"                           | 2021 | —                   | Arvet            |
| "NikeSunnas joik"                              | 2021 | —                   | Arvet            |
| "Dimma" (feat. Melissa Horn)                   | 2022 | —                   | Arvet            |
| "Sirenerna" (feat. Yei Gonzalez)               | 2022 | —                   | Arvet            |
| "Ensamvarg"                                    | 2022 | —                   | non-album single |
| "Korthus"                                      | 2022 | —                   | non-album single |
| "Regn"                                         | 2023 | —                   | non-album single |
| "Siri"                                         | 2023 | —                   | Anekdot          |
| "Vuoddaga"                                     | 2024 | —                   | Anekdot          |
| "Isbad"                                        | 2024 | —                   | Anekdot          |

Anmärkningar
1. ↑  "Änglar" nådde aldrig Sverigetopplistan, men nådde elfteplats på Swedish Heatseeker chart.[45]

### Medverkar på
| Titel                         | År   | Peak chart positions | Album |
| Titel                         | År   | SWE                  | Album |
| ----------------------------- | ---- | -------------------- | ----- |
| "Över Gränsen" (med Garmarna) | 2015 | —                    | 6     |